# Luis Carlos dos Santos Martins
Luis Carlos dos Santos Martins (født 19. juni 1984) er en brasiliansk fodboldspiller.